# Quadrante Murale
Il Quadrante Murale (in latino Quadrans Muralis) è una della più note tra le costellazioni obsolete, in quanto ha dato il nome allo sciame meteorico annuale delle Quadrantidi, che irradiano da quest'area di cielo ogni gennaio. Il Quadrante Murale occupava quella che ora è la parte settentrionale di Boote, vicino all'estremità del manico del Grande Carro (o, altrimenti, alla punta della coda dell'Orsa Maggiore).

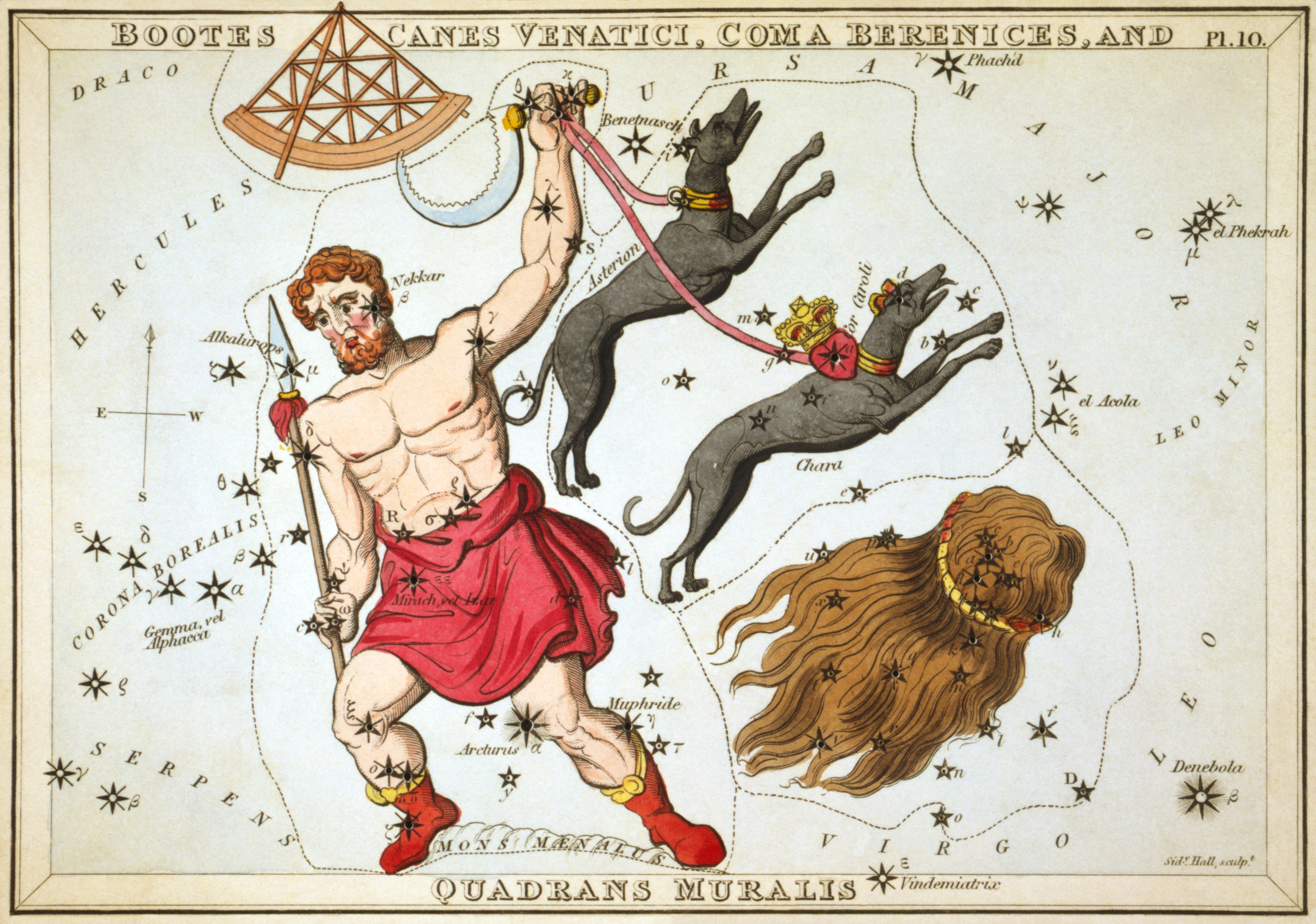
Il Quadrante Murale può essere scorto in alto a sinistra di questa carta celeste del 1825 tratta da Urania's Mirror.

La costellazione venne inventata negli anni '90 del XVIII secolo dall'astronomo francese Joseph Jérôme de Lalande (1732-1807), direttore dell'osservatorio dell'École Militaire di Parigi. Essa commemorava il quadrante montato a parete dell'osservatorio (muralis, in latino, significa «del muro») che l'astronomo e suo nipote Michel Lefrançois de Lalande (1766-1839) utilizzavano per misurare la posizione delle stelle. Lalande aveva preso spunto dal suo compatriota Nicolas-Louis de Lacaille che, quarant'anni prima, aveva popolato il cielo australe con nuove costellazioni raffiguranti strumenti scientifici. Lalande ne seguì così l'esempio mettendo un quadrante nel cielo boreale.
Il Quadrante Murale fece la sua prima apparizione con il nome Le Mural nell'edizione del 1795 di Atlas Céleste di Jean Fortin, un altro francese. La prima edizione dell'Atlas era stata pubblicata nel 1776; questa edizione riveduta venne curata da Lalande e dal collega Pierre Méchain. La nuova costellazione comparve sulla Tavola 2 dell'atlante, ma non veniva citata nella tabella delle stelle che la accompagnava, che rimase invariata rispetto a quella della prima edizione. Lalande pubblicò una tabella delle stelle circumpolari nel 1796 su Connaissance des Temps, dove elencò nove stelle di magnitudine variabile dalla V alla VII appartenenti alla costellazione, anche se sull'atlante ne veniva indicato un numero maggiore.
Johann Elert Bode latinizzò il nome Le Mural in Quadrans Muralis nel 1801 nel suo atlante celeste Uranographia. Esso ridusse inoltre leggermente le dimensioni della costellazione rispetto alla versione originale di Lalande per evitare sovrapposizioni con le costellazioni vicine. Evidentemente essa venne considerata sufficientemente ben consolidata negli anni '30 del XIX secolo, quando per la prima volta lo sciame meteorico delle Quadrantidi venne riconosciuto e battezzato, ma anche questo non bastò a decretarne la scomparsa alla fine del XIX secolo.